# Campionato del mondo sportprototipi 1988
Il Campionato del mondo sportprototipi 1988 (en. World Sports-Prototype Championship 1988), è stata la 17ª edizione del Campionato del mondo sportprototipi.

## Risultati
| Nº | Data         | Gara                    | Costruttore vincitore | Piloti vincitori                             | Resoconto |
| -- | ------------ | ----------------------- | --------------------- | -------------------------------------------- | --------- |
| 1  | 6 marzo      | 800 km di Jerez         | Sauber Mercedes       | Jean-Louis Schlesser Mauro Baldi Jochen Mass | Resoconto |
| 2  | 13 marzo     | 360 km di Jarama        | Jaguar                | Eddie Cheever Martin Brundle                 | Resoconto |
| 3  | 10 aprile    | 1000 km di Monza        | Jaguar                | Martin Brundle Eddie Cheever                 | Resoconto |
| 4  | 8 maggio     | 1000 km di Silverstone  | Jaguar                | Eddie Cheever Martin Brundle                 | Resoconto |
| 5  | 12 giugno    | 24 Ore di Le Mans       | Jaguar                | Jan Lammers Johnny Dumfries Andy Wallace     | Resoconto |
| 6  | 10 luglio    | 360 km di Brno          | Sauber-Mercedes       | Jochen Mass Jean-Louis Schlesser             | Resoconto |
| 7  | 24 luglio    | 1000 km di Brands Hatch | Jaguar                | John Nielsen Andy Wallace Martin Brundle     | Resoconto |
| 8  | 4 settembre  | 1000 km del Nürburgring | Sauber-Mercedes       | Jochen Mass Jean-Louis Schlesser             | Resoconto |
| 9  | 18 settembre | 1000 km di Spa          | Sauber-Mercedes       | Mauro Baldi Stefan Johansson                 | Resoconto |
| 10 | 9 ottobre    | 1000 km del Fuji        | Jaguar                | Martin Brundle Eddie Cheever                 | Resoconto |
| 11 | 20 novembre  | 360 km di Sandown       | Sauber-Mercedes       | Jochen Mass Jean-Louis Schlesser             | Resoconto |

## Classifiche

### Campionato mondiale mondiale piloti
Note Sono indicati solo i primi 10 piloti classificati su un totale di 67.
| Pos | Pilota               | Costruttore     | Totale |
| --- | -------------------- | --------------- | ------ |
| 1   | Martin Brundle       | Jaguar          | 240    |
| 2   | Jean-Louis Schlesser | Sauber Mercedes | 208    |
| 3   | Mauro Baldi          | Sauber Mercedes | 188    |
| 4   | Eddie Cheever        | Jaguar          | 182    |
| 5   | Jochen Mass          | Sauber Mercedes | 180    |
| 6   | Klaus Ludwig         | Porsche         | 145    |
| 7   | John Winter          | Porsche         | 140    |
| 8   | Frank Jelinsk        | Porsche         | 135    |
| 9   | Bob Wollek           | Porsche         | 122    |
| 10  | Jan Lammers          | Jaguar          | 118    |

### Campionato mondiale squadre
Note Sono indicate solo le prime 4 squadre su 25 classificate.
| Pos | Squadra                      | Totale |
| --- | ---------------------------- | ------ |
| 1   | Tom Walkinshaw Racing Jaguar | 357    |
| 2   | Sauber Mercedes              | 275    |
| 3   | Joest Porsche                | 189    |
| 4   | Brun Motorsport              | 94     |